# Iso-Ruohonen
Iso-Ruohonen eller Ruohostenjärvi är en sjö i Finland. Den ligger i kommunen Utajärvi i landskapet Norra Österbotten, i den centrala delen av landet, 500 km norr om huvudstaden Helsingfors. Iso-Ruohonen ligger 116,2 meter över havet. Arean är 1,44 kvadratkilometer och strandlinjen är 7,48 kilometer lång. Sjön  ingår i Kiminge älvs huvudavrinningsområde. 